# Odontotarsus purpureolineatus

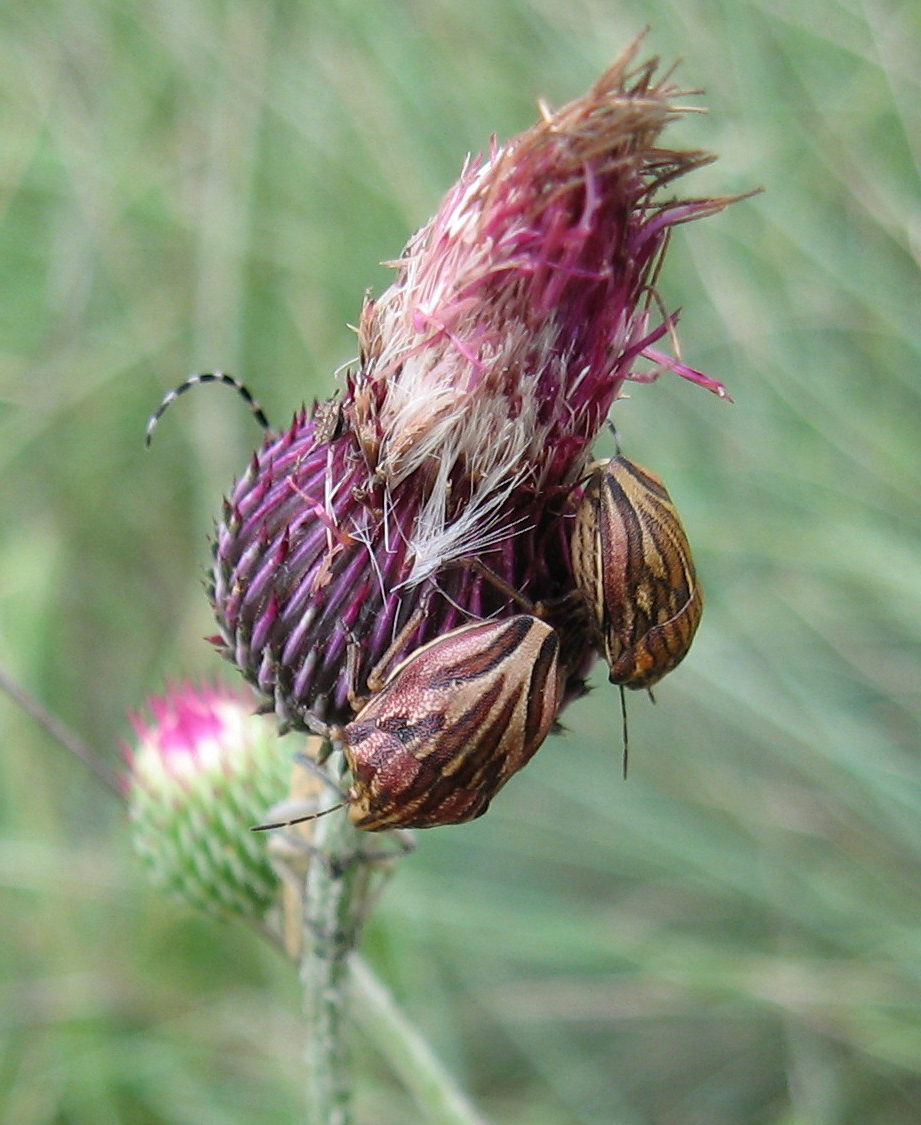
Odontotarsus purpureolineatus

Odontotarsus purpureolineatus, auch Harlekinwanze genannt, ist eine Wanze aus der Familie der Schildwanzen (Scutelleridae).

## Merkmale
Die Wanzen werden 9,0 bis 11,5 Millimeter lang. Ihr Schildchen (Scutellum) überdeckt den Hinterleib vollständig und überragt ihn auch. Auf ihm tragen sie braune, rötliche oder violett rötliche, häufig mehr oder weniger erloschene Längsbinden, die an ihrem Rand jeweils mit Reihen dunkler Punkte eingefasst sind.

## Vorkommen und Lebensraum
Die Art kommt im nördlichen Mittelmeerraum vor und ist weit verbreitet. Im Osten erstreckt sich ihre Verbreitung bis zum Kaukasus. Beidseits der Alpen dringt sie allerdings auch nach Mitteleuropa vor. In Deutschland gibt es vereinzelte Funde aus dem Süden, nördlich bis in das Mittelrheingebiet und bis zur Mainlinie. In Österreich wird die Art im Süden und vor allem im Osten regelmäßig angetroffen und kann stellenweise häufig auftreten.
Odontotarsus purpureolineatus besiedelt trockene und temperaturbegünstigte Lebensräume und bevorzugt Kalkmagerrasen. Die Tiere kann man am Boden und an verschiedenen Pflanzen finden.

## Lebensweise
In Deutschland sind sie vor allem an Wiesenknopf (Sanguisorba) nachgewiesen, an denen anscheinend die Weibchen ihre Eier ablegen und die jungen Nymphen saugen. Imagines sind vor allem an den Blüten von Lippenblütlern (Lamiaceae) und Korbblütlern (Asteraceae) wie etwa Flockenblumen (Centaurea) Ringdisteln (Carduus), Wucherblumen (Tanacetum) und Alanten (Inula) nachgewiesen, an denen sie besonders abends hochklettern sollen. In Osteuropa sind vor allem die Lippenblütler Salbei (Salvia), Brandkräuter (Phlomis) und Andorn (Marrubium) als Nahrungspflanzen nachgewiesen. Die Überwinterung erfolgt als Imago. Die Weibchen legen ihre Eier im Mai an den Wurzeln der Wirtspflanzen ab. Die Imagines der neuen Generation treten ab August auf, wobei man Nymphen bis in den September hinein antrifft.

## Belege